# Església Major (metropolitana di Barcellona)
Església Major è una stazione della Linea 9 Nord della metropolitana di Barcellona. È situata nel territorio del comune di Santa Coloma de Gramenet e serve il centro cittadino. La stazione è situata a 51,82 metri di profondità e presenta due accessi, il primo, dotato di ascensori e scale mobili, in corrispondenza del Carrer Mossèn Camil Rossel, l'altro, provvisto solo di ascensore, nella Plaça dels Enamorats.
La previsione di apertura iniziale era fissata per l'anno 2004, in seguito posticipata al 2008 ma per i ritardi accumulati nella realizzazione dei lavori l'inaugurazione effettiva avvenne il 13 dicembre 2009 come parte della prima tratta di 3,9 km della nuova linea

## Accessi
- Carrer Mossèn Camil Rosell
- Plaça dels Enamorats

## Galleria d'immagini

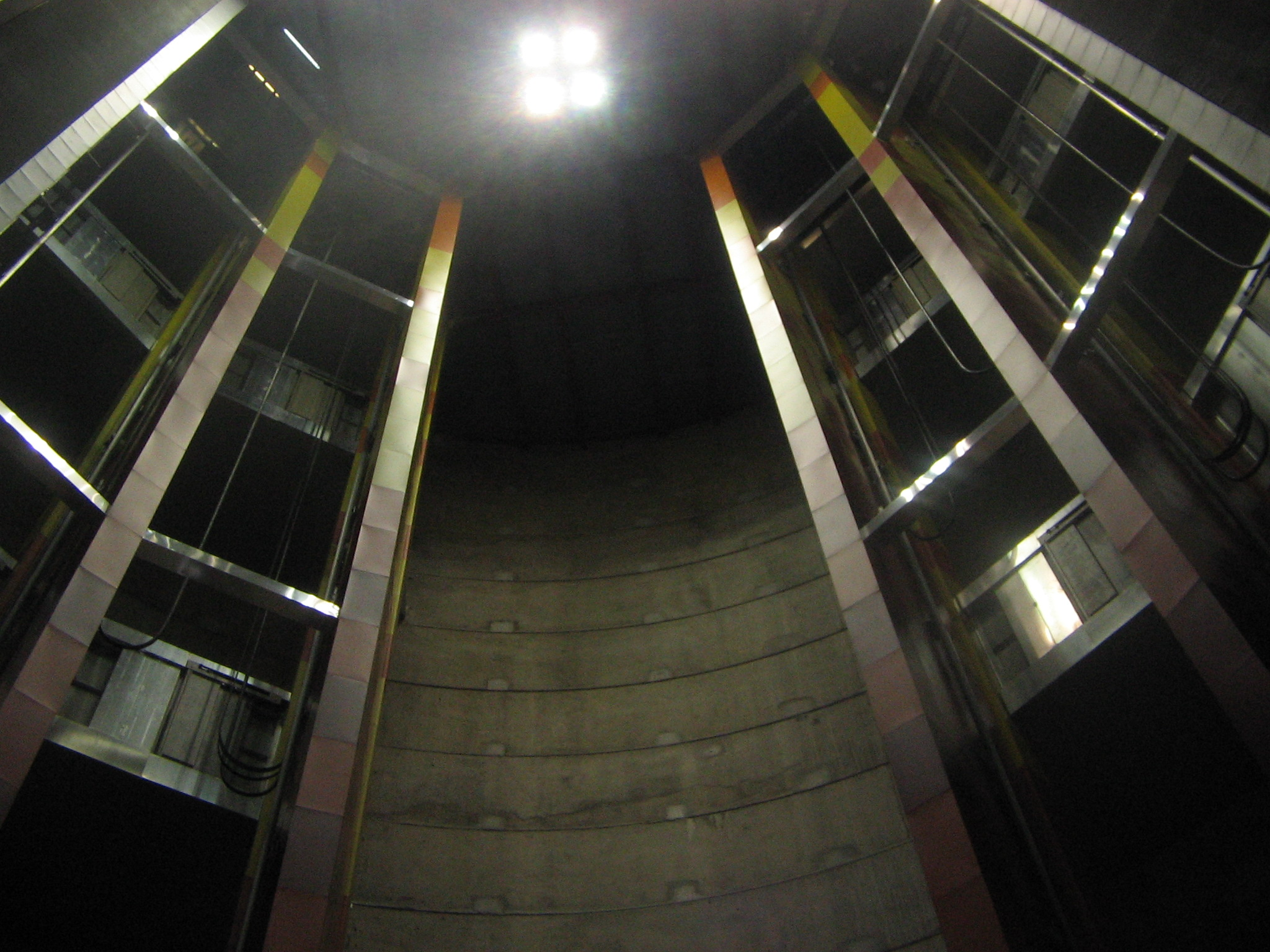
Gli ascensori di accesso alla stazione